# Manfred von Holtum
Manfred von Holtum (* 20. Juni 1944 in Krefeld-Traar) ist ein römisch-katholischer Geistlicher und war von 1997 bis 2015 Generalvikar des Bistums Aachen.

## Werdegang
Nach dem Abitur in Krefeld studierte von Holtum Philosophie und Theologie in Bonn und wurde 1970 im Dom zum Priester geweiht. Zwei Jahre später wechselte er als Religionslehrer nach Kempen, wo er zudem zwischen 1978 und 1984 als Dechant und bis 1990 Pfarrer an St. Josef wirkte. Zwischen 1983 und 1993 war er Regionaldekan in Viersen und zugleich an St. Remigius als Pfarrer tätig. 1993 wechselte er als Caritas-Direktor nach Aachen und wurde bereits 1997 Generalvikar im Bistum Aachen. 2015 wurde er der siebte Domprobst am Aachener Dom.